# Trisobbio
Trisobbio là một đô thị ở tỉnh Alessandria trong vùng Piedmont của Italia, có vị trí cách khoảng 80 km về phía đông nam của Torino và khoảng 30 km về phía nam của Alessandria. Tại thời điểm ngày 31 tháng 12 năm 2004, đô thị này có dân số 681 người và diện tích là 9,4 km².
Trisobbio giáp các đô thị: Carpeneto, Cremolino, Montaldo Bormida, Morsasco, Orsara Bormida, Ovada, và Rocca Grimalda.